# Dawn FM
Dawn FM este al cincilea album de studio al compozitorului canadian The Weeknd. A fost lansat pe 7 ianuarie 2022, prin XO și Republic Records. Albumul conține o narațiune de Jim Carrey, vocea invitată a lui Tyler, the Creator și Lil Wayne și apariții vorbite de Quincy Jones și Josh Safdie. În calitate de producători executivi ai albumului, Weeknd, Max Martin și Oneohtrix Point N-au recrutat o varietate de alți producători, cum ar fi Oscar Holter, Calvin Harris și Mafia Casei Suedeze.
The Weeknd a descris conceptul albumului ca fiind o stare de purgatoriu - o călătorie către „lumina de la capătul unui tunel”, servind ca o continuare a celui de-al patrulea album al său de studio, After Hours (2020). Din punct de vedere muzical, Dawn FM este un album optimist care conține melodii dance-pop și synth-pop care sunt puternic inspirate de stilurile new wave, funk și electronice din anii 1980. Albumul a primit aprecieri pe scară largă din partea criticilor muzicali, care i-au complimentat producția și melodiile.
Patru single-uri – „Take My Breath”, „Sacrifice”, „Out of Time” și „Less than Zero” – au susținut albumul, „Take My Breath” ajungând pe locul șase în Billboard Hot 100 din SUA. The Weeknd a promovat Dawn FM cu un eveniment Amazon Music în ziua lansării albumului, în care a fost disc jockey și a cântat albumul în fața unui public. El a promovat, de asemenea, albumul cu o specială de muzică de televiziune pe Amazon Prime Video, care a prezentat spectacole live, teatru și artă de performanță pentru o „noapte în club”. Dawn FM a ajuns pe primul loc în peste 10 țări, inclusiv Canada, Australia, Irlanda, Țările de Jos, Noua Zeelandă și UK; Între timp, a debutat pe locul doi în topul american Billboard 200, primul său proiect care a făcut acest lucru de la Kiss Land (2013).
Pentru a sprijini în continuare atât After Hours, cât și Dawn FM, Weeknd a început turneul After Hours til Dawn. Turneul a început pe 14 iulie 2022, în America de Nord și este programat să viziteze în continuare America de Sud, Europa, Asia, Orientul Mijlociu și Australia.

## Background și lansare
Pe 20 martie 2020, Weeknd și-a lansat al patrulea album de studio, After Hours, în timpul începutului restricțiilor COVID-19. A fost un succes comercial și a primit în mare parte recenzii pozitive din partea criticilor muzicali , dintre care unii au numit-o cea mai bună lucrare de până acum. La scurt timp după, Weeknd a început să lucreze la următorul său album de studio; într-un interviu acordat Rolling Stone în septembrie 2020, el a declarat că „s-ar putea să aibă un alt album pregătit până când această carantină se va termina”. The Weeknd a explicat mai târziu că inițial lucra la un album inspirat de starea depresivă în care se afla în timpulPandemia COVID-19, dar a abandonat proiectul pentru că era „defavorabil emoțional” și a început să lucreze la Dawn FM.
The Weeknd a început să tachineze un nou album în mai 2021 într-un interviu acordat Variety, când a declarat „dacă ultimul disc este After Hours al nopții, atunci The Dawn vine”. El a continuat să tachineze albumul cu titlul provizoriu, The Dawn, în timpul discursurilor sale de acceptare la Billboard Music Awards 2021 și iHeartRadio Music Awards 2021. Pe 2 august, The Weeknd a lansat un teaser pe conturile sale de socializare intitulat „The Dawn is Coming”, care conținea un fragment dintr-o melodie nelansată atunci. Mai târziu în acea zi, într-un parteneriat cu NBC Sportsși Jocurile Olimpice de vară din 2020, el a anunțat single-ul principal al albumului, „Take My Breath”, care a fost lansat pe 6 august. Pe 4 octombrie 2021, în timpul unui episod din emisiunea sa de radio Apple Music 1, Memento Mori, The Weeknd a anunțat că albumul a fost complet și că așteaptă „un cuplu de personaje care sunt cheia narațiunii”. Apoi a descris personajele ca fiind „unii oameni care îmi sunt aproape și dragi, unii oameni care mi-au inspirat viața de copil și unii care mă inspiră acum”.
La 1 ianuarie 2022, Weeknd a tachinat o posibilă lansare surpriză a albumului într-o postare pe Instagram, care prezenta o captură de ecran a unei conversații text pe care a avut-o cu cel mai bun prieten și director de creație al său, La Mar Taylor. După ce a făcut schimb de felicitări de Anul Nou , Weeknd a transmis că „Totul se simte din nou haotic. Muzica se poate vindeca și asta se simte mai important decât lansarea unui alt album. Să lăsăm totul și să ne bucurăm de ea cu oamenii... XO”.  A doua zi, Weeknd a făcut aluzie la sosirea albumului, trimițând „treziți-vă în zori mâine”. Pe 3 ianuarie, el a anunțat titlul oficial al albumului printr-un trailer video și a anunțat că va fi lansat pe 7 ianuarie 2022. Ulterior, a dezvăluit lista de melodii printr-un al doilea trailer pe 5 ianuarie.  Pe 11 ianuarie, The Weeknd a anunțat o ediție extinsă a albumului subtitrat Alternate World, care include două remixuri și single lansat anterior "Moth to a Flame" cu Swedish House Mafia. În timpul primei sale săptămâni, Dawn FM a fost disponibil numai prin muzică digitală și platforme de streaming; copii fizice au fost expediate la date ulterioare. Remediind lipsa inițială de copii fizice, Weeknd a trimis pe Twitter și a scris: „Acest lucru nu contează pentru mine. Cea ce contează este să experimentez albumul împreună cu fanii în aceste vremuri”.

## Compoziție
Cine știe cum va suna următorul? Când vine vorba de albumele mele, există un sunet coeziv, dar nu pot să rămân la un singur stil. Așa că veți auzi EDM, hip-hop și alte trei tipuri de sunete într-o singură melodie – și cumva, o facem să funcționeze. -The Weeknd
În primul rând un disc pop, Dawn FM are rădăcini în genurile dance-pop și synth-pop. Reamintind trupe electronice din anii '80, cum ar fi Depeche Mode și Duran Duran, albumul încorporează în mod semnificativ new wave, funk, și EDM  alături de elemente disco, electropop, hip hop, city pop, soft rock, psychedelia, R&B, blues, boogie, electro, dubstep, drum and bass, și techno. 
În timpul unui episod din Memento Mori, Weeknd i-a citat pe Britney Spears, Nas, Swedish House Mafia, Kid Cudi, Kanye West și Tyler, Creatorul drept artiștii care au inspirat albumul. Influențele lui Michael Jackson Off the Wall (1979) și Thriller (1982) sunt de asemenea prezente în Dawn FM.

## Performanță comercială
În Statele Unite, Dawn FM a debutat pe locul doi în Billboard 200 cu 148.000 de unități echivalent-album, calculate din 173,04 milioane de streamuri la cerere și 14.000 de copii de album pur; a fost blocat de pe primul loc de DS4Ever al rapperului american Gunna, care a debutat cu 2.300 de unități suplimentare în acea săptămână. Dawn FM a marcat a opta intrare în top 10 a lui Weeknd și primul său album de studio de la Kiss Land (2013) pentru a debuta pe locul doi. 
În Marea Britanie, Dawn FM a debutat pe primul loc în UK Albums Chart cu peste 20.000 de unități, devenind al treilea album numărul unu al Weeknd. Este primul album lansat în 2022 care a ajuns în fruntea clasamentului.

## Melodii
Standard edition
1. Dawn FM - Introducere
2. Gasoline - Melodie
3. How Do I Make You Love Me? - Melodie
4. Take My Breath - Melodie
5. Sacrifice - Melodie
6. A tale by Quincy - Interludiu
7. Out of Time - Melodie
8. Here We Go Again - Melodie
9. Best Friends - Melodie
10. Is There Someone Else? - Melodie
11. Starry Eyes - Melodie
12. Every Angel Is Terrifying - Interludiu
13. Don't Break My Heart - Melodie
14. I Heard You're Married - Melodie
15. Less Than Zero - Melodie
16. Phantom Regret by Jim - Concluzie

Deluxe edition
1. Moth To A Flame
2. Take My Breath (Remix)
3. Sacrifice (Remix)